# マルコス・ヴェンデウ・ヴァーレ・ダ・シウヴァ
マルコス・ヴェンデウ・ヴァーレ・ダ・シウヴァ（Marcus Wendel Valle da Silva，1997年8月28日 - ）は、ブラジル・リオデジャネイロ州ドゥケ・デ・カシアス出身のサッカー選手。FCゼニト・サンクトペテルブルク所属。ポジションはミッドフィールダー。

## 経歴
2015年にフルミネンセFCに加入した。2017年5月14日、ブラジル全国選手権・サントスFC戦でデビューした。2017年6月18日、CRフラメンゴ戦で初得点を記録した。2017年はブラジル全国選手権で33試合5得点の成績を残した。
2018年1月6日、プリメイラ・リーガのスポルティングCPに移籍した。契約期間は5年半、移籍金は750万ユーロ。2018年3月18日、プリメイラ・リーガのリオ・アヴェFC戦で移籍後初出場。2017-18シーズンは、リーグ戦4試合に出場した。
2020年10月6日、FCゼニト・サンクトペテルブルクと2025年までの契約を結んだ。

## 個人成績
2018年1月6日現在
| クラブ           | シーズン   | リーグ戦                              | リーグ戦 | リーグ戦 | カップ戦 | カップ戦 | 国際大会 | 国際大会 | その他 | その他 | 合計 | 合計 |
| クラブ           | シーズン   | ディヴィジョン                        | 出場     | 得点     | 出場     | 得点     | 出場     | 得点     | 出場   | 得点   | 出場 | 得点 |
| ---------------- | ---------- | ------------------------------------- | -------- | -------- | -------- | -------- | -------- | -------- | ------ | ------ | ---- | ---- |
| フルミネンセFC   | 2017       | カンピオナート・ブラジレイロ・セリエA | 33       | 5        | 5        | 0        | 8        | 1        | 9      | 1      | 55   | 7    |
| クラブ通算       | クラブ通算 | クラブ通算                            | 33       | 5        | 5        | 0        | 8        | 1        | 9      | 1      | 55   | 7    |
| スポルティングCP | 2017-18    | プリメイラ・リーガ                    | 1        | 0        | 0        | 0        | 0        | 0        | 0      | 0      | 1    | 0    |
| 通算             | 通算       | 通算                                  | 34       | 5        | 5        | 0        | 8        | 1        | 9      | 1      | 56   | 7    |

## タイトル

### クラブ
スポルティング
- タッサ・ダ・リーガ 2018-19
- タッサ・デ・ポルトガル 2018-19

ゼニト
- プレミアリーガ 2020-21